# イ・チヒョン
イ・チヒョン（李治賢、ハングル表記：이치현、1955年 - ）は、大韓民国の歌手。シンガーソングライター、バンドリーダー。本名イ・ヨンギュン。

## 経歴
サラバル高校と中央大学校の基楽学科を卒業した。専攻はフルート。また、お友達の活動に関連してはボーカルと作曲者として広く知られているが、本来ギタリストを志望したほどギター演奏に優れており、ギター演奏の他にも絵画に特技がある。
ソウルソラバル高校時代だった1972年「 KBS歌自慢」で月末期大会優勝をした経歴がある。
1978年、「TBCビーチ歌謡祭」でボーカルデュオ「おばさんたち」のボーカリスト兼ギタリストとして参加し、自作曲「その浜」で人気賞を受賞してデビューした。翌年1979年、ロックバンド「イチヒョンとおばさんたち」を結成し、本格的に歌謡界活動を始めた。代表曲としては《ナンモラ》、《思い出の夜》、《近づく前に》、《あなただけ》、《愛の悲しみ》、《ジプシ女人》などがある。「おばさんたち」（イチヒョンとおばさんたち）が解体された後は、1991年ソロ歌手としてデビューした。
2011年にはカン・インウォン、クォン・インハ、ミン・ヘギョンと共にプロジェクトボーカル音楽グループカラース(the Colors)を結成した。

## 学歴
- サラバル高校卒業
- 中央大学気楽学科卒業